# Melody Gardot
Melody Gardot (* 2. února 1985 New Jersey, USA) je americká zpěvačka, skladatelka a klavíristka. Vyrůstala převážně u prarodičů, její babička se do USA přestěhovala z Polska. Její matka byla fotografka a tak často cestovala. Melody Gardot studovala na Community College of Philadelphia.

## Diskografie
Studiová alba
- Worrisome Heart (2006)
- My One and Only Thrill (2009)
- The Absence (2012)
- Currency of Man (2015)
- Sunset in the Blue (2020)
- Entre eux deux - 2022

EP
- Some Lessons: The Bedroom Sessions (2005)
- Live from SoHo (2009)
- Bye Bye Blackbird (2010)
- A Night with Melody (2011)

Singly
- „Worrisome Heart“ (2008)
- „Goodnite“ (2008)
- „Quiet Fire“ (2008)
- „Who Will Comfort Me“ (2009)
- „Baby I'm a Fool“ (2009)
- „Your Heart Is as Black as Night“ (2011)
- „Mira“ (2012)
- „Amalia“ (2012)
- „La vie en rose“ (2012)
- „Same to You“ (2015)
- „Preacherman“ (2015)